# Miguel Rivero
Miguel Rivero Bonilla (La Habana; 14 de marzo de 1952) es un exfutbolista cubano que jugó como defensa. Estuvo con La Habana desde 1970 a 1976, ya que pasó a la Ciudad de La Habana, estando hasta 1979.

## Selección nacional
Jugó con la selección de Cuba en los Juegos Olímpicos de Montreal 1976 y ganó la medalla de oro de dos Juegos Centroamericanos y del Caribe.

### Participaciones en Juegos Olímpicos
| Torneo                   | Sede     | Resultado     |
| ------------------------ | -------- | ------------- |
| Juegos Olímpicos de 1976 | Montreal | Primera ronda |

## Palmarés

### Títulos nacionales
| Título              | Equipo              | País | Año  |
| ------------------- | ------------------- | ---- | ---- |
| Campeonato Nacional | Ciudad de La Habana | Cuba | 1978 |